# Jens Tang Olesen
 For alternative betydninger, se Jens Olesen. (Se også artikler, som begynder med Jens Olesen)
Jens Tang Olesen (født 27. september 1947) er en dansk fodboldtræner, der i en periode var landstræner for Grønland. Han er desuden ansvarlig for træneruddannelsen på Færøerne. Han har tidligere arbejdet på Nordjyllands Idrætsefterskole Stidsholt som træner.
Han har tidligere bl.a. trænet Herning Fremad, Viborg FF og Vejle BK. Han blev i 1982 kåret til Årets Træner i Danmark.